# D-STAR
Ne doit pas être confondu avec D*.

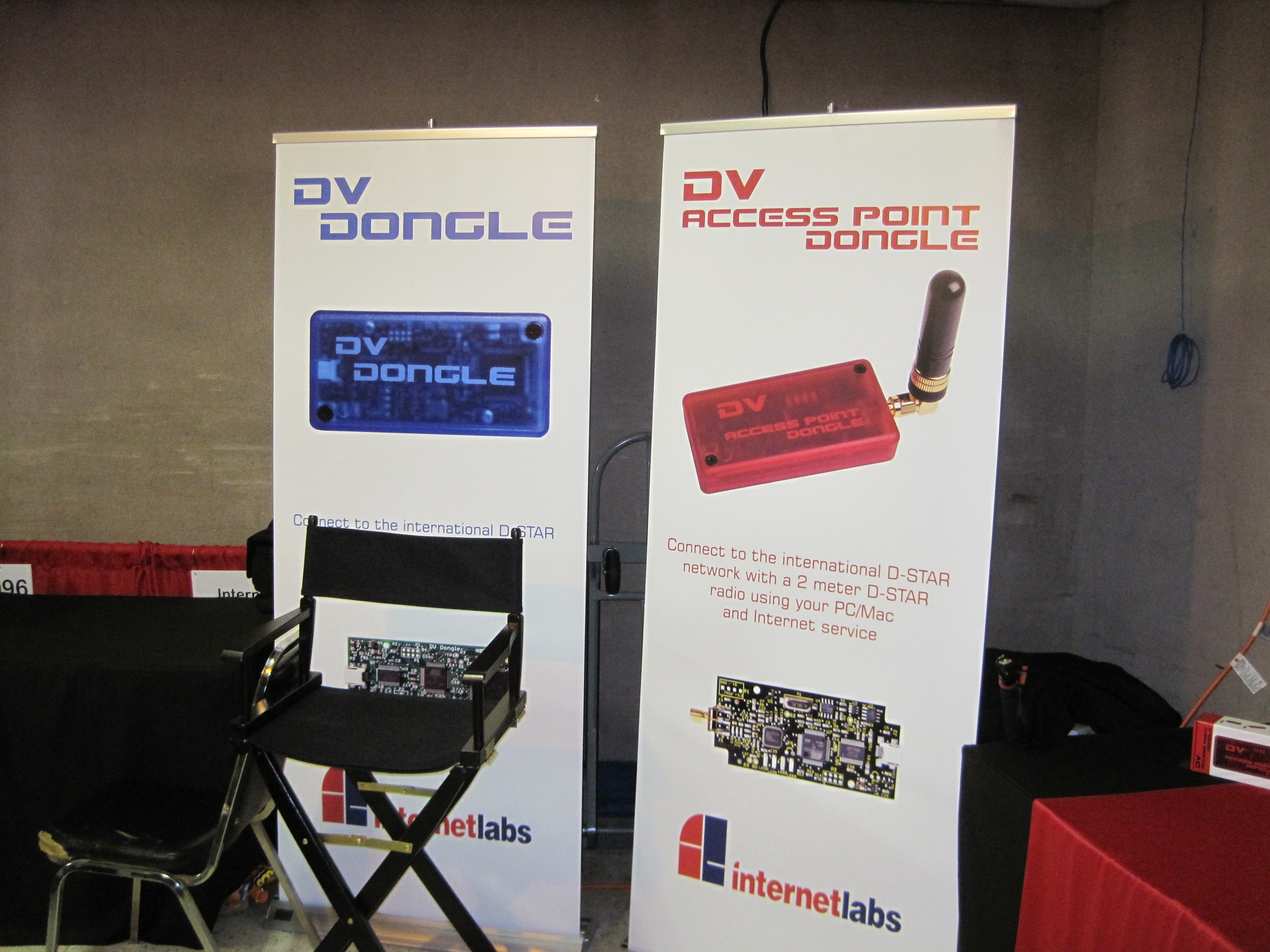
D-STAR.

D-STAR (Digital Smart Technologies for Amateur Radio) est un protocole de communication pour la voix et les données développé par l'association des radioamateurs japonais (en) (JARL) pour expérimenter les technologies numériques dans le cadre du radioamateurisme. À la différence d'autres technologies numériques utilisées par les radioamateurs et qui sont adaptées à d'autres usages, D-STAR est l'un des premiers standards de radio numérique conçu spécifiquement pour les radioamateurs, déployé à grande échelle, et pour lequel des appareils sont disponibles auprès d'un grand fabricant.
D-STAR est utilisable sur les bandes radioamateurs VHF, UHF et micro-ondes. En plus des protocoles de radio, D-STAR spécifie également une méthode de connexion réseau, permettant aux radios d'être connectées à Internet et à d'autres réseaux, ainsi que des moyens de router des flux voix ou données grâce aux indicatifs radioamateurs.
Le premier fabricant à proposer des radios compatibles D-STAR est Icom, et pour l'instant, aucun autre fabricant de matériel radioamateur n'a choisi de produire des appareils compatibles. Toutefois Kenwood diffuse au Japon une radio Icom D-STAR sous sa marque.

## Historique
1999 : la JARL recherche une solution pour transmettre la voix et les données numériques sur les bandes de fréquences du service amateur. Plusieurs vocodeurs sont essayés dont VSELP. la JARL retient le vocodeur AMBE produit par DVSI, qui offre les meilleurs résultats compte tenu de la faible bande passante disponible (2 400 bit/s).
2001 : publication des spécifications de D-STAR.
2002 : ICOM commence la production d'un terminal et de plusieurs éléments d'infrastructure.
2002 : production de l'ID-1 et de la gamme de répéteur ID-RP1.
2005 : ICOM produit les équipements 10 GHz (ATM / 10 Mb/s) (Aujourd'hui, les équipements 10 GHz ID-RPL2 sont très peu utilisés du fait de leur prix - 3 000 € l'unité - Les liens Wi-Fi avec la passerelle semblent être un compromis bien plus économique) et les terminaux monobandes portatifs et mobiles (ID-800). ICOM produit en outre le logiciel de la passerelle utilisant Linux.
2007 : ICOM produit un mobile bibande VHF/UHF IC2820 et un portatif bibande IC91. Les modules UT123 et UT118 permettent de transformer ces terminaux en D-STAR Le mobile monobande IC2200 peut aussi recevoir le module UT118. Dans le même temps ICOM produit les équipements d'infrastructure ID_RP2 en SHF/UHF et VHF (ID-RP2C / ID-RP2D / ID-RP2V / ID_RP4000V / ID-RP2000V), pour les données et la voix.
2008 : ICOM produit l'IC92D et la passerelle GW V2.
Courant 2007, l'équipe K5TIT organise le réseau mondial. Les répéteurs européens jusque-là isolés, rejoignent ce réseau. 
2009 : Premiers modems low cost Satoshi
2010 - 2012 : L'open source permet l'émergence de programmes libres pour un réseau et modems 100 % compatibles avec ircDDB et DVRPTR.
2012 : Le modem DVRPTR permet, avec certaines options, d’adapter une radio FM à D-STAR ou d'être autonome, ou de réaliser un répéteur. Les programmes sont totalement libres et permettent de s'affranchir de toute marque de matériel. Le coût d'un adaptateur D-STAR est d'environ 140 €.

## Fonctionnement
D-STAR définit les communications voix et données sur les bandes radioamateurs 2 m (VHF), 70 cm, 23 cm (UHF) et sur 10 GHz. Il existe maintenant des E/R ICOM qui permettent aujourd'hui l'utilisation de la bande 10 m (HF) et la bande 6 m (VHF).
Dans le mode D-STAR DV, (digital voice), le signal audio est codé en un flux de données à 3 600 bit/s avec le codec AMBE, une correction d'erreur FEC à 1 200 bit/s, et 1 000 bit/s pour un canal de données supplémentaire. Le débit binaire du protocole DV est de 4 800 bit/s sur 2 m, 70 cm et 23 cm.
Le mode D-STAR DD, (digital data) à haut débit (128 kbit/s) peut être utilisé sur la bande des 23 cm. Le mode DD est une trame 802.3 Ethernet contenant un en-tête, le routage propre au protocole et une correction d'erreur. Il existe une encapsulation type ATM[réf. nécessaire], pour interconnecter des relais en TCP/IP sur la bande des 10 GHz.
Les émetteurs-récepteurs qui font usage du canal de données à bas débit du protocole voix DV disposent généralement d'une liaison informatique RS-232 ou USB. Par contre, l'Icom ID-1 qui utilise le mode de données DD à haut débit sur 23 cm est équipé d'un connecteur Ethernet, ce qui permet un interfaçage aisé.
Une description technique complète est disponible sur le wiki du DR@F - Digital Radioamateur France. Cette association regroupe tous les radioamateurs qui expérimentent ce mode de communication en France.

## Open Source
Le protocole D-STAR est open source et utilise le codec AMBE. Les radioamateurs ont accès aux spécifications détaillées  de D-STAR (JARL  - DR@F ). D-STAR perpétue ainsi la longue tradition de réalisations, expérimentations et modifications personnelles des radioamateurs, qui se traduit à l'ère du numérique, par des conceptions et des implémentations de modems et logiciels libres. Le codec AMBE est reconnu par l'UIT et l'ETSI. Il peut donc être mis en œuvre plus facilement sur les bandes de fréquences des Services d'Amateur en France. Cette situation est donc en faveur des radioamateurs, même si la réglementation y est actuellement très restrictive. De nombreux développements permettent aujourd'hui l'émergence de réseaux interopérables, comme avec IRCDDB . L'expérimentation et l'activité D-STAR est actuellement en forte progression, grâce aux efforts de la communauté radioamateur dans le monde. Quelques sites web anonymes et polémiques critiquent encore D-STAR et tentent de décourager l'innovation dans ce domaine mais ils sont de plus en plus isolés[réf. nécessaire].
Bruce Perens, le champion de l'open source, qui est aussi radioamateur (K6BP), a annoncé son intention de s'intéresser au développement d'un codec alternatif (CODEC2). La version 0.2 de CODEC2  est disponible mais incompatible avec D-STAR.